# Unterschönau
Unterschönau är en ortsteil i staden Steinbach-Hallenberg i Landkreis Schmalkalden-Meiningen i förbundslandet Thüringen i Tyskland. Unterschönau var en kommun fram till 1 januari 2019 när den uppgick i Steinbach-Hallenberg. Kommunen Unterschönau hade 485 invånare 2018.